# Vuvuzela

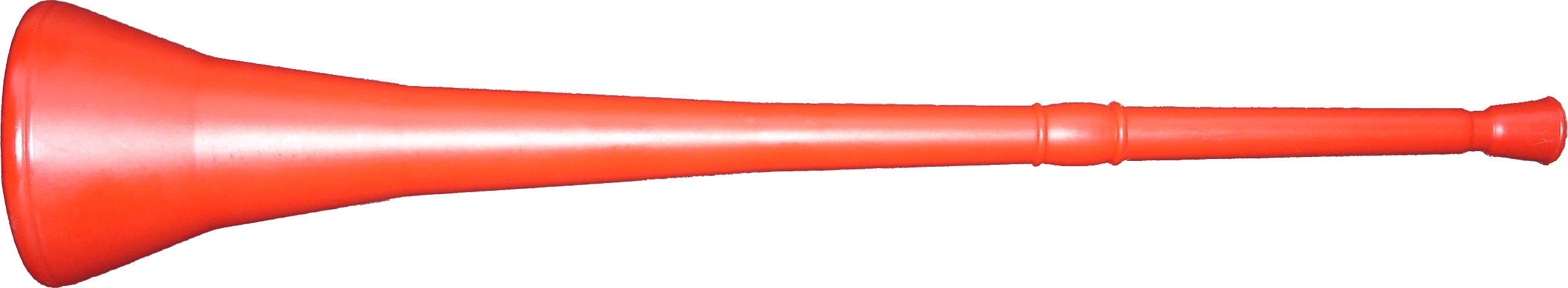
Vuvuzela

Vuvuzela (v jazyce tswana: lepatata) je africký lidový hudební nástroj, který byl dříve používán k vzájemnému svolávání občanů. Je to roh, dnes obvykle vyráběný z plastu a přibližně 65 centimetrů dlouhý, který používají fotbaloví fanoušci z Jihoafrické republiky. Od Mistrovství světa ve fotbale 2010 se objevuje také na stadionech v Evropě, a to nejen fotbalových. Při fouknutí vydává hluboký monotónní zvuk přirovnávaný k slonímu troubení. Monotónní zvuk tisíců vuvuzel pak připomíná včelí či vosí roj.
Z pohledu systematiky hudebních nástrojů se jedná o nástroj žesťový, tón se tvoří rozechvíváním sevřených rtů přiložených k nátrubku, stejně jako na jiných žesťových nástrojích. Vyloudit jiný než základní tón je prakticky nemožné, zato tento tón lze hrát velmi hlasitě.
I když původní vuvuzela byla z hliníkového plechu, dnes se vyrábí lisováním z plastu, nátrubek je pouze vytvarován a není oddělitelný od zbytku nástroje.

## MS 2010 ve fotbale

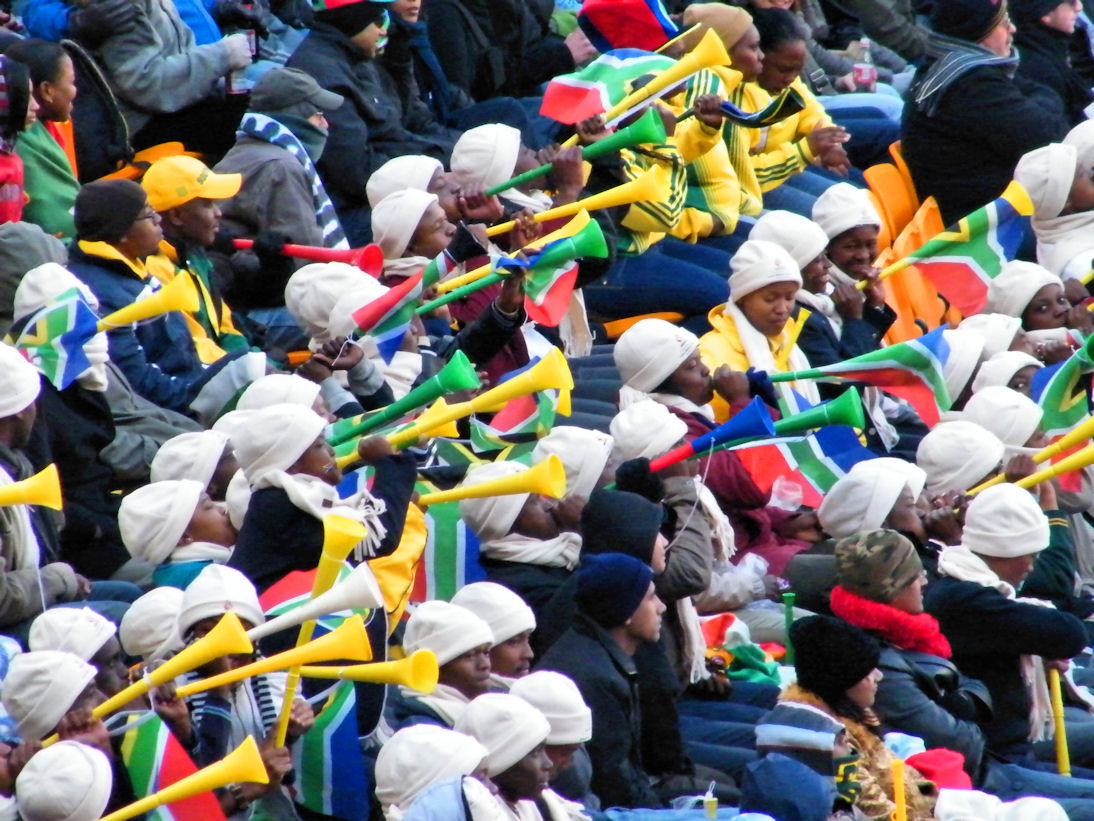
Fanoušci JAR troubí během zápasu MS 2010 ve fotbale.

Vuvuzely, které byly víceméně regionální záležitostí, se staly významným tématem zpravodajství hlavně díky světovému šampionátu ve fotbale v Jihoafrické republice. Znamenaly nový prvek v oblasti skupinového fandění desetitisíců diváků. Na nepříjemné hlasité troubení si stěžovali někteří nejihoafričtí hráči, trenéři, diváci i fanoušci při zápasech Mistrovství světa ve fotbale 2010. Důvodů je několik:
- při ústí trubky dosahuje zvuk přibližně 130 decibelů, což je blízko hranice trvalého poškození sluchu,
- hráči se kvůli zvýšenému hluku nemohou domlouvat mezi sebou na hřišti,
- hráči též neslyší rozhodčího (stejně jako postranní rozhodčí neslyší rozhodčího hlavního),
- na vuvuzely si stěžují i televizní společnosti,[3] podle kterých (i podle mnohých fotbalových fanoušků) troubení vuvuzely znepříjemňuje prožitek z fotbalových zápasů (ať už přímo na stadionu či u televizních obrazovek).[4] Česká televize dokonce zařadila do přenosu digitální filtr eliminující zvuk vuvuzel[5].

Federace FIFA se zabývala návrhem na zakázání všech vuvuzel při fotbalových zápasech, nakonec ale FIFA a organizační výbor rozhodli, že jejich používání při zápasech nezakáží. Protože fotbalové MS je poměrně exponované téma, na internetu už o vuvuzele a jejím používání vznikly obrázkové stripy, anekdoty a internetové memy. Největší světový video portál Youtube dokonce jako recesi přidal tzn. Vuvuzela tlačítko, které do každého videa na tomto serveru přidává zvuk vuvuzel.

## Regulace
Od roku 2010 byly vzhledem k neblahým zkušenostem vuvuzely zakázány organizátory mnoha sportovních i jiných akcí. Zakázány byly například na Wimbledonu, Letních olympijských hrách v roce 2012 v Londýně a Zimních olympijských hrách v roce 2014 v Soči. Zákaz postihl také všechny události pořádané fotbalovou organizací UEFA (včetně Ligy mistrů, Evropské ligy a Eura 2012).